# Europese Straße des Friedens

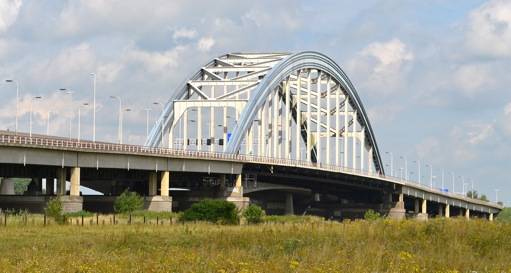
Vredesbrug Vianen (Nederland)

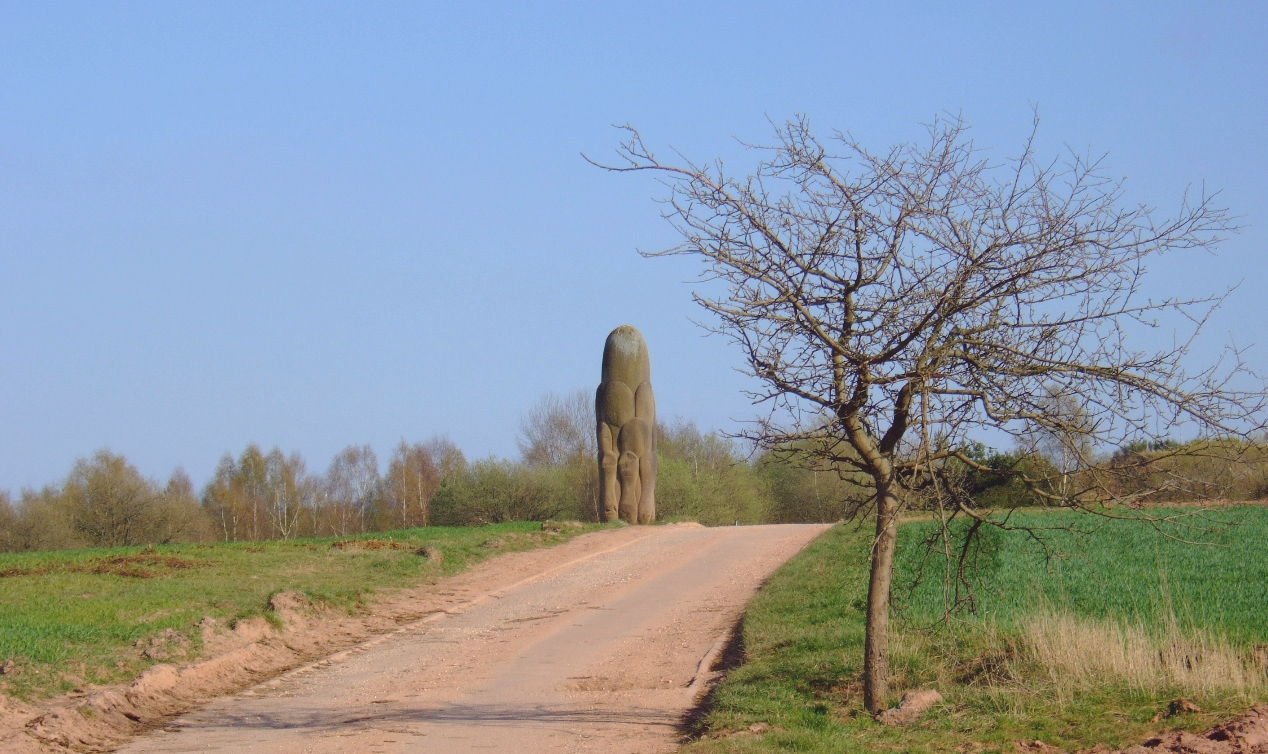
Straße der Skulpturen (St. Wendel), Wolkenstein (1979) van Franz Xaver Ölzant

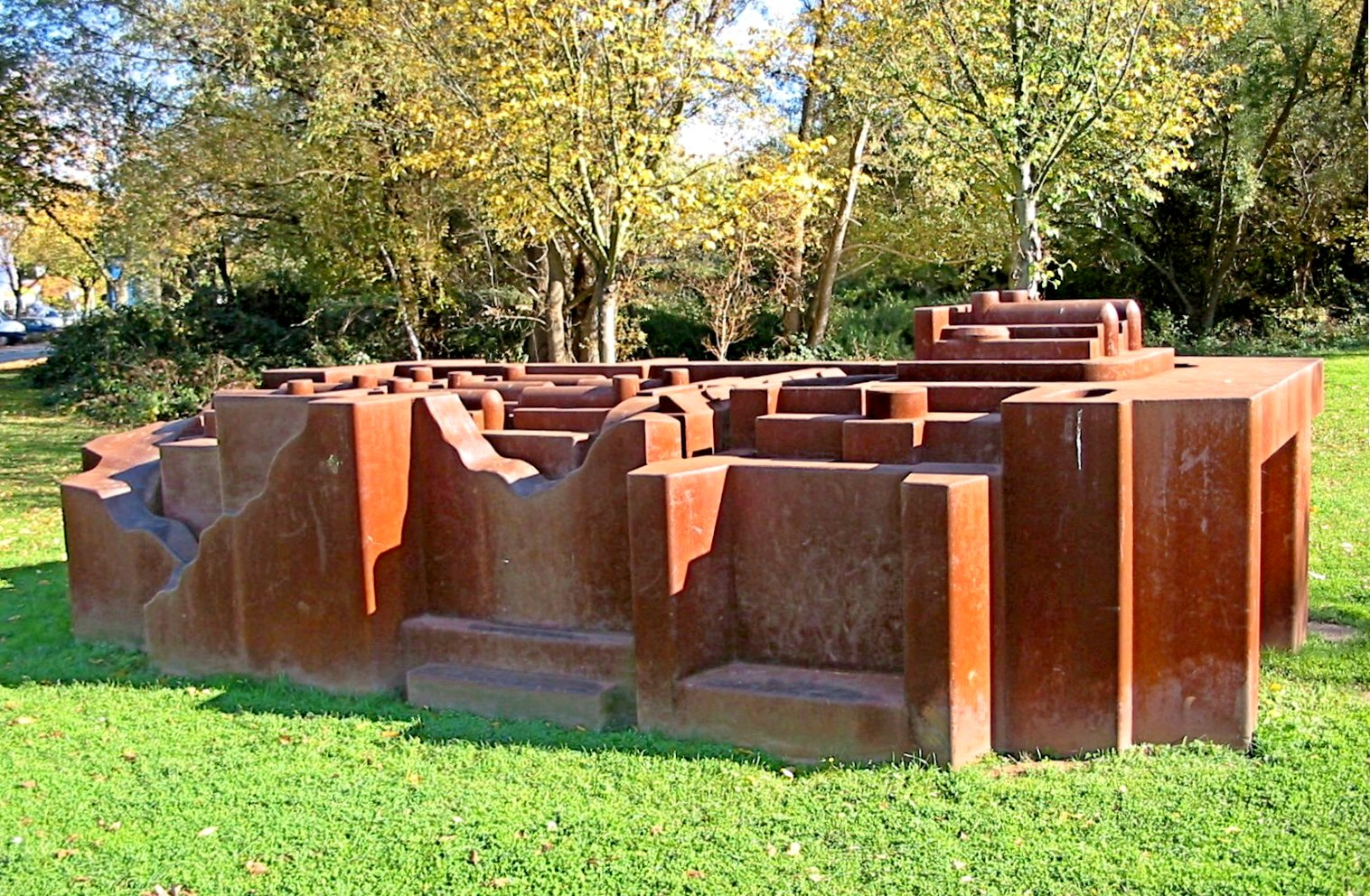
Dillinger Stahlsymposium, Akropolis van Eduardo Paolozzi

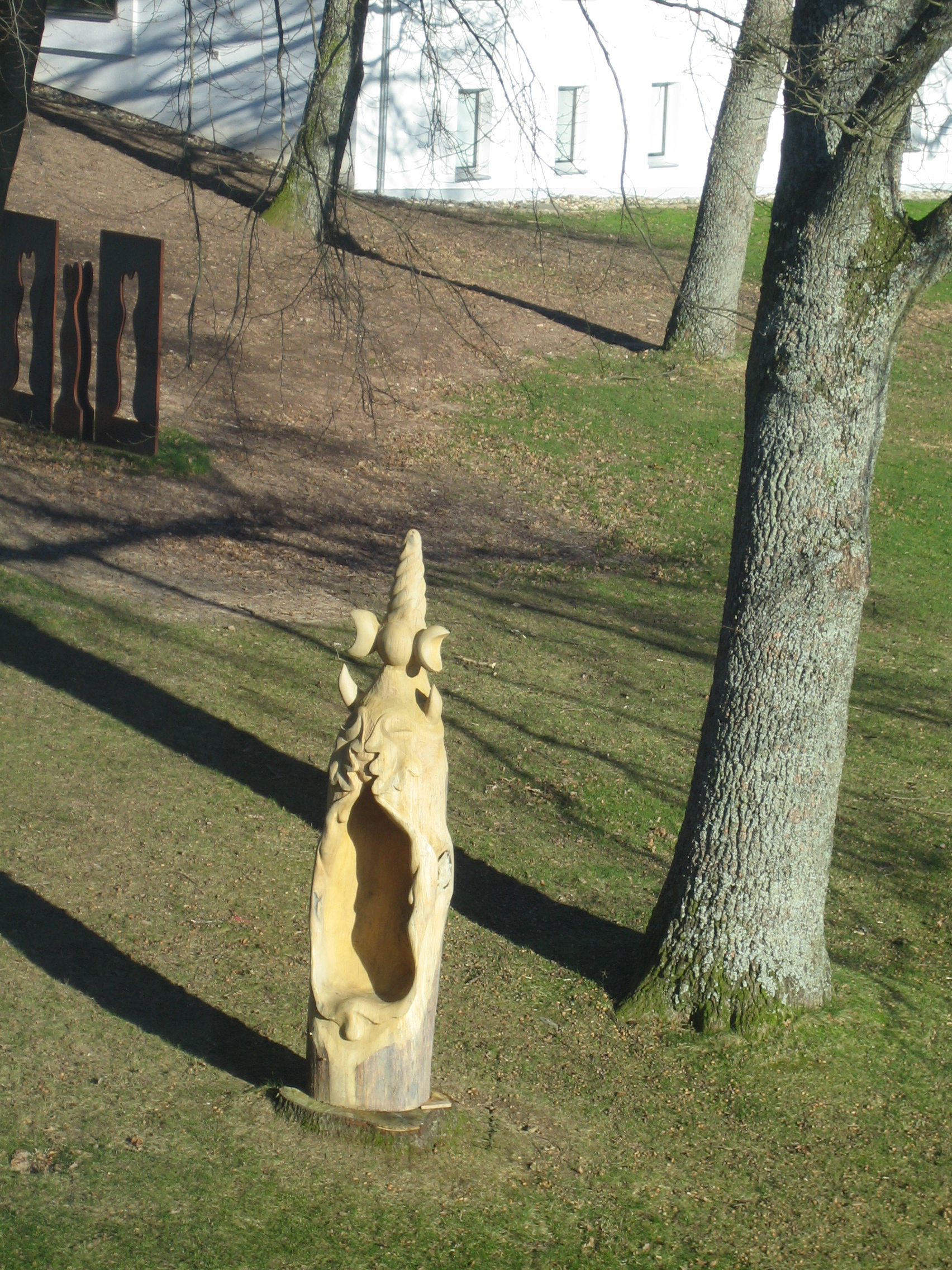
beelden bij de Europäische Akademie Otzenhausen

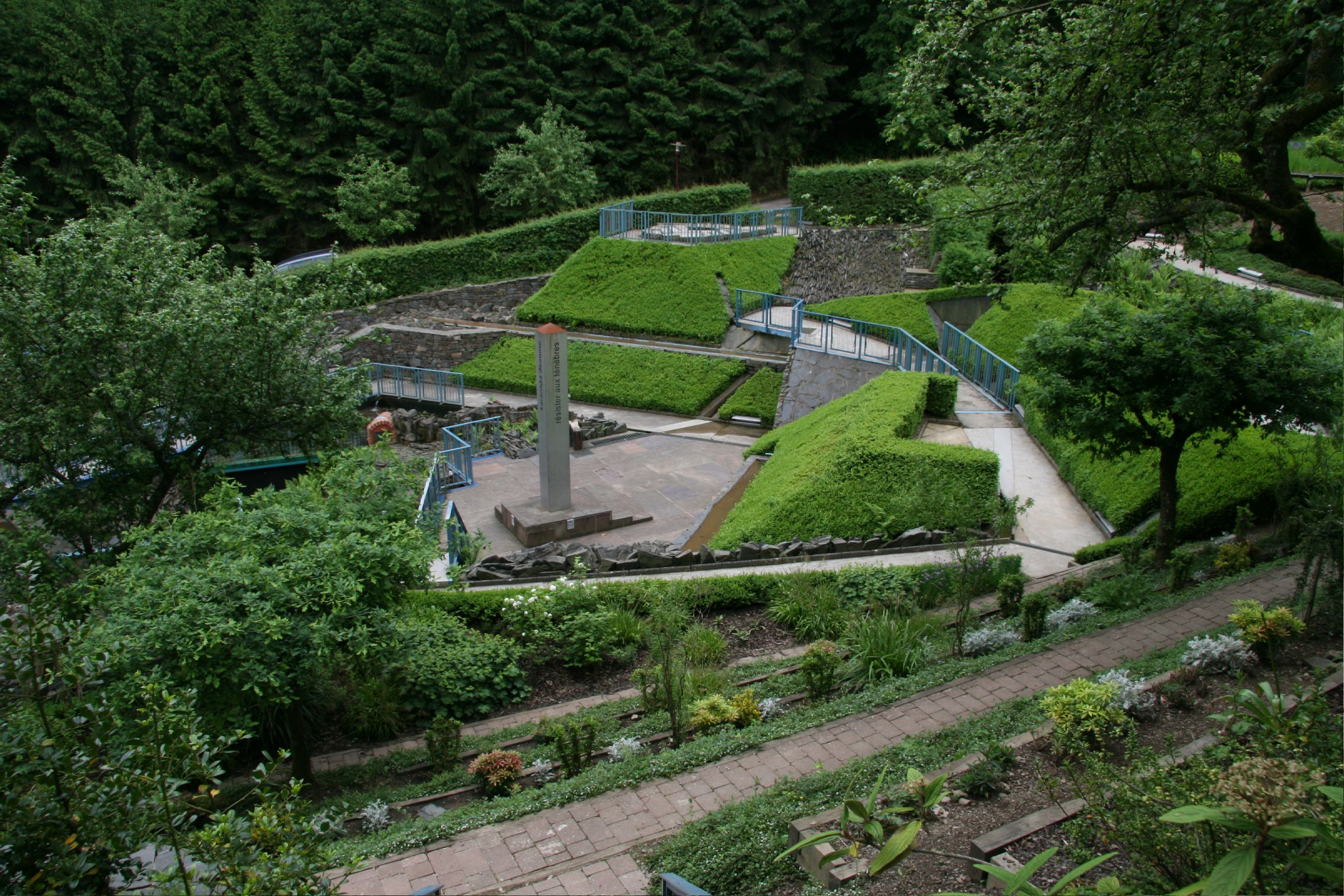
beeldenpark Jardin de Wiltz in Luxemburg

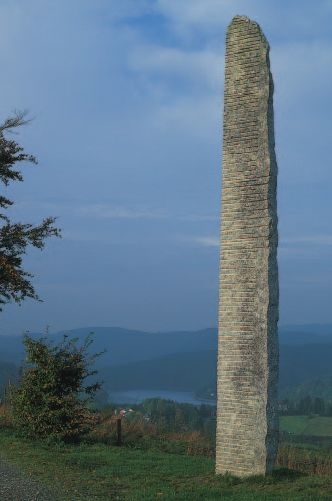
Jakobsleiter (1999) in beeldenpark Lelz bij Lultzhausen (Luxemburg) van Bertrand Ney

De Europese Straße des Friedens is een kunstproject, dat diverse beeldenroutes in Duitsland, Luxemburg, België, Frankrijk en Polen landen combineert tot een Europese beeldenroute.

## Geschiedenis
Van 1967 tot 1970 werd de beeldhouwer Leo Kornbrust uitgenodigd tot deelname aan het Symposion Europäischer Bildhauer, dat plaatsvond in het Oostenrijkse Sankt Margarethen im Burgenland. Daar leerde hij de beeldhouwer Karl Prantl en diens ideeën omtrent beeldenroutes kennen. In 1971 nam Kornbrust zelf het initiatief voor een Europees beeldhouwersymposium, het inmiddels bekende Internationale Steinbildhauersymposion St. Wendel, waarbij talloze monumentale beelden zijn gecreëerd door internationale kunstenaars. In 1979 werd het project omgezet in de beeldenroute Straße der Skulpturen (St. Wendel) in de Duitse deelstaat Saarland. Kornbrust zag dit als een eerbetoon aan de door hem bewonderde kunstenaar Otto Freundlich en diens pacifistische idee uit de dertiger jaren van de 20e eeuw van een "Straße des Friedens", een beeldenroute dwars door Europa van Parijs naar Moskou. In 2002 werd de Straße der Skulpturen St. Wendel gekoppeld met het soortgelijke project, eveneens in Saarland, van de beeldhouwer Paul Schneider, "Steine an der Grenze". Op het punt waar de twee routes elkaar kruisen, bij de dorpen Gehweiler (Wadern) en Oberlöstern werd door de beide initiatiefnemers Leo Kornbrust en Paul Schneider een sculptuur opgesteld, die de samenvoeging symboliseerde.

## Europese vereniging
In november 2004 werd de Europese vereniging Straße des Friedens - Straße der Skulpturen in St. Wendel - Otto Freundlich Gesellschaft e.V. opgericht. 
De navolgende beeldenroutes en beeldenparken maken thans deel uit van het project:

### Duitsland
- Dillinger Stahlbildhauersymposion in Dillingen/Saar, Saarland.
- Straße der Skulpturen in het district St. Wendel tussen St. Wendel en de Bostelsee (bij Nohfelden) in Saarland.
- Steine an der Grenze in het Duits-Franse grensgebied in Saarland.
- Steine am Fluss, een project van  Konz en Saarburg in het district Trier-Saarburg in de deelstaat Rijnland-Palts
- Europäische Akademie Otzenhausen in het stadsdeel Otzenhausen van Nonnweiler. De EAO is een opleidings- en onderzoekscentrum voor Europese samenwerking in de zogenaamde SaarLorLux-regio (Saarland-Lotharingen-Luxemburg).
- Skulpturenweg Salzgitter-Bad in het stadsdeel Salzgitter Bad van Salzgitter in de deelstaat Nedersaksen
- Stiftung für Bildhauerei in Berlijn.

### Luxemburg
- Le Jardin de Wiltz in Wiltz
- Naturpark Oewersauer in Lultzhausen
- Skulpturewee zu Bilschdref in Bilsdorf (deelnemers onder anderen: Eileen MacDonagh, Bertrand Ney en Paul Schneider)

### België
- Centre Culturel de Rossignol-Tintigny in Tintigny, provincie Luxemburg. Met twee buurdorpen organiseerde de gemeente Rossignol-Tintigny een Champ de la Paix, een beeldenpark dat wordt geïntegreerd in de Straße des Friedens.
- Centre Culturel de Bastogne in Bastenaken participeert met twee sculptures, die het thema vrede symboliseren. De beelden bevinden zich langs de voormalige spoorbaan tussen Bastenaken en Wiltz (Luxemburg).

### Frankrijk
- Wereldvredescentrum Verdun (Le Centre Mondial de la Paix, des Libertés et des Droits de l'Homme) in het voormalige bisschoppelijk paleis in Verdun, departement Meuse. Op 15 december 2006 werden beelden geplaatst van de kunstenaars Stéphane Lallemand en Christopher Rihs ter gelegenheid van de negentigste herdenkingsdag van de Slag om Verdun en werd de deelname aan de Straße des Friedens aangekondigd.
- Musée Tavet-Delacour in Pontoise, departement Val-d'Oise. Het museum bezit een grote collectie abstracte kunst, verzameld rond de nalatenschap uit 1968 van beelden en schilderijen van Otto Freundlich.
- beeldenpark Le Vent des Fôrets in het departement Meuse.

### Polen
- Słupsk, geboortestad van Otto Freundlich.
- Concentratiekamp Majdanek, waar Otto Freundlich op 9 maart 1943 werd vermoord.
- Beeldhouwerscentrum Orońsko in Orońsko met werkplaatsen, ateliers, tentoonstellingsgebouwen en een museum. Jaarlijks werken hier 200 Poolse en internationale beeldhouwers

### Nederland
- Vredesbrug, boogbrug over de Lek bij Vianen, infrastructureel kunstwerk, op 21 juni 2015 door de Europese vereniging “Skulpturenstraße des Friedens” als achtste vredesbrug in de wereld in de Europese beeldenroute opgenomen.

## Film - Video
- Das geht nur langsam. Film over Otto Freundlich, Leo Kornbrust en de "Straße des Friedens". Dokumentaire film van Gabi Heleen Bollinger (DVD, 110 min.)